# Lockheed XV-4 Hummingbird
El Lockheed XV-4 Hummingbird (designado originalmente VZ-10) fue un proyecto del Ejército de los Estados Unidos desarrollado para demostrar la factibilidad de usar el concepto VTOL (despegue y aterrizaje vertical) como aeronave de vigilancia, llevando equipo de adquisición de blancos y sensores. Fue diseñado y construido por la Lockheed Corporation en los años 60, uno de los muchos intentos de producir un reactor de despegue y aterrizaje verticales (V/STOL). Ambos prototipos resultaron destruidos en sendos accidentes. 

## Diseño y desarrollo
La sustentación de despegue vertical se obtenía expulsando el flujo del motor hacia abajo a través de múltiples toberas, aumentada por un flujo secundario de aire frío. Pero las prestaciones estaban muy por debajo de lo estimado, con una relación empuje-peso de solo 1,04, y el prototipo se estrelló el 10 de junio de 1964, muriendo el piloto. La segunda aeronave fue modificada con reactores de sustentación, aunque también se estrelló tras realizar varias pruebas.
El XFV-12 de Rockwell tendría incluso menos éxito en producir sustentación usando el escape del motor para conducir aire frío, en este caso a través de los flaps de las alas. El F-35 Joint Strike Fighter emplearía más tarde una turbina de sustentación propulsada por eje localizada en el fuselaje.
Ninguno de los primeros diseños V/STOL estadounidenses resultaría en una aeronave de producción. El Hawker Siddeley Harrier británico usaba toberas orientables, mientras que el avión de ataque Yakovlev Yak-38 Forger soviético usaba reactores de sustentación en conjunción con toberas traseras orientables.

### Pruebas
El primer despegue convencional del primer prototipo, el XV-4A (62-4503), tuvo lugar el 7 de julio de 1962. Se llevaron a cabo pruebas iniciales de vuelo cautivo el 30 de noviembre de 1962, teniendo lugar el primer vuelo de sustentación libre el 24 de mayo de 1963. El primer vuelo de transición desde estacionario a vuelo horizontal se realizó el 8 de noviembre del mismo año. El 62-4503 resultó destruido en un accidente fatal en el Condado de Cobb el 10 de junio de 1964.
Lockheed modificó el segundo prototipo entre 1966 y 1968 al estándar XV-4B. Los dos motores Pratt & Whitney JT12 fueron reemplazados por 6 turborreactores General Electric J85, actuando cuatro de estas unidades como reactores de sustentación. La aeronave se estrelló en Georgia el 14 de mayo de 1969; el piloto, Harlan J. Quamme, escapó ileso, usando el asiento eyectable.

### XV-4B
El 4 de junio de 1968 fue presentado el segundo prototipo XV-4B Hummingbird. Al igual que el XV-4A, el XV-4B usaba sistemas de despegue y aterrizaje verticales (VTOL), así como métodos de vuelo convencionales. En el despegue, la aeronave pesaba 5706 kg. La envergadura era de 7,8 m, y tenía una velocidad máxima de 823 km/h, con una velocidad de crucero de 630 km/h (Mach 0,68). Tenía un alcance de 965 km y era capaz de ascender a un régimen de 3660 m/min. El XV-4B tenía una longitud de 10,36 m. La parte más pesada del avión era el sistema de propulsión, que pesada 1466 kg. Estaba previsto que el tiempo de servicio inicial de la aeronave fuera de 500 horas, pero la misma resultó destruida en 1969 durante unas pruebas, mucho antes del objetivo previsto. Los depósitos de combustible estaban localizados internamente, con bombas impulsoras y eyectores de chorro, junto con las válvulas asociadas. Los depósitos estaban localizados en la parte delantera del fuselaje y podían albergar un total de 740 galones de combustible de turbina de aviación. Debido a la posición delantera de los depósitos, el combustible tenía que ser consumido por igual. Un desequilibrio en los depósitos de combustible de más de 100 galones provocaba el riesgo de desestabilizar la aeronave.
El XV-4B era significativamente diferente al XV-4A en su diseño interno. Las diferencias se encontraban en las alas, fuselaje, tren de aterrizaje, instalaciones motrices, hidráulica y controles. El XV-4B contenía dos válvulas de control de reacción como seguro para el motor. Otro cambio importante fue la adición de cuatro motores turborreactores colocados verticalmente en el fuselaje. Proporcionaban cantidades inmensas de empuje vertical para el vuelo VTOL. La adición de un sistema de aumento de la estabilidad (SAS), junto con embragues hidromecánicos y muelles de sensación, le daban al piloto una buena sensación de los controles y mayor habilidad para controlar el SAS. El timón incluía un nuevo resorte de centrado por encima del muelle de sensación para reducir la fricción del mismo. El Sistema de Control de Vuelo Principal (PFCS) era un sistema híbrido fly-by-wire con controles de vuelo convencionales como refuerzo. No se llevaba combustible en las alas, aunque las mismas tenían la estructura básica de viga de caja. Tenía dos grados de libertad en el cabeceo y movimiento lateral, mientras que el alabeo solo tenía un grado de libertad.
Cada motor contenía una válvula desviadora. Estas válvulas conducían el chorro longitudinalmente hacia las toberas de empuje horizontal de la aeronave, o hacia las toberas de sustentación localizadas en el fuselaje. Los motores de sustentación/crucero proporcionaban empuje horizontal cuando estaban orientadas horizontalmente y sustentación cuando estaban orientadas verticalmente. Este era el uso de las válvulas desviadoras. Las seis toberas tenían 10 grados de libertad para orientar el empuje. Los motores del fuselaje se usaban cuando se iniciaba el vuelo VTOL, pero se apagaban cuando el avión estaba lo suficientemente en vuelo.
El XV-4B se enfrentó a una gran cantidad de desafíos electrónicos, en gran parte debido al cableado incorrecto. Por otra parte, el sistema eléctrico se comportó bastante bien, dando bastante confianza un reducido número de componentes del sistema eléctrico. Una etapa electrónica se ubicó al final de la secuencia de cables, con otra en la parte opuesta en los actuadores de potencia electrohidráulica. La electrohidráulica simplemente reemplazaba a los sistemas operados hidráulicamente de la aeronave con sistemas puramente eléctricos que hacían el mismo trabajo. Esto reducía peso, además de añadir simplicidad y fiabilidad. Estaba alimentada por un juego de dos generadores de 300 amperios propulsados por los  motores. Proporcionaban electricidad continua de 9 voltios al sistema principal de transporte y distribución eléctrica.

## Variantes
VZ-10
Designación inicial del proyecto.
XV-4A
Primer prototipo, con dos motores Pratt & Whitney JT12, uno construido.
XV-4B
Segundo prototipo, con seis motores General Electric J85, uno construido.

## Operadores
Estados Unidos
- Ejército de los Estados Unidos

## Especificaciones (XV-4A)
Referencia datos: Lockheed Aircraft since 1913

### Características generales
- Tripulación: Dos
- Longitud: 9,96 m (XV-4B: 10 m)
- Envergadura: 7,82 m (XV-4B: 8 m)
- Altura: 3,58 m (XV-4B: 4 m)
- Superficie alar: 9,7 m² (104 ft²)
- Peso vacío: 2266 kg (XV-4B: 2275 m)
- Peso cargado: 3266 kg (XV-4B: 3834 m)
- Planta motriz: 2× turborreactor Pratt & Whitney JT12A-3LH.
  - Empuje normal: 15 kN (3300 lbf) al despegue[3] de empuje cada uno.
    - XV-4B: 6x turborreactor General Electric J85-GE-19 de 13,41 kN (3015 lbf) cada uno, 4 para sustentación, 2 para vuelo horizontal

### Rendimiento
- Velocidad máxima operativa (Vno): 833 km/h (518 MPH; 450 kt) a 3048 m (10 000 pies) (XV-4B: 745 km/h)
- Velocidad crucero (Vc): 628 km/h (390 MPH; 339 kt)
- Alcance: 965 km (521 nmi; 600 mi) (normal)
- Régimen de ascenso: 61 m/s (12 008 ft/min)
- Carga alar: 338 kg/m² (69,2 lb/ft²)
- Empuje/peso: 1,176 (XV-4B: 1,43)

## Aeronaves relacionadas

### Aeronaves similares
- Hawker P.1127
- Rockwell XFV-12
- Ryan XV-5 Vertifan

### Secuencias de designación
- Secuencia VZ-_ (Aeronaves de investigación VTOL del Ejército estadounidense, 1956-1962): ← VZ-7 - VZ-8 - VZ-9 - VZ-10 - VZ-11 - VZ-12
- Secuencia _V-_ (Aeronaves STOL/VTOL estadounidenses, 1962-presente): OV-1 - CV-2 - XV-3 - XV-4 - XV-5 - XV-6 - CV-7 →